# Ніколь Капітейн
Ніколь Капітейн (народилася Ніколь Татон 14 березня 1948 року) — астроном у Паризькій обсерваторії, в наукових колах відома як експерт з астрометрії та відповідних стандартів.

## Біографія
У 1969 році Капітейн отримала ступінь бакалавра («ліцензія») факультету наук у Парижі. Таким чином, вона була однією з останніх випускників цього підрозділу університету до його реорганізації після Паризьких заворушень 1968 року . У 1970 році Ніколь закінчила з відзнакою Університет П'єра і Марії Кюрі (галузь — астрономія). У тому ж році вона приєдналася до Паризької обсерваторії як помічник. Потім обіймала кілька посад, перш ніж стати астрономом, відповідальним за дослідження. У 1972 році Капітейн отримала докторський ступінь з астрономії в університеті П'єра і Марії Кюрі. У 1982 році вона написала дисертацію на габілітацію, надавши їй статус безпосереднього дослідника. У 1985 році Ніколь стала заступником директора департаменту фундаментальної астрономії Паризької обсерваторії, а у 1993 році — директором. Її наукова діяльність здійснювалася в основному в рамках Групи досліджень космічної геодезії (GRGS), а також у різних робочих групах Міжнародного астрономічного союзу. У 2002 році, як і раніше в Паризькій обсерваторії, вона стала астрономом у відділі SYRTE (Space Time Reference Systems). У 2013 році Капітейн вийшла на пенсію і стала почесним астрономом.
Її робота, проведена в рамках великого міжнародного співробітництва, призвела до кращого визначення систем відліку і часових масштабів у астрономії, а також до кращого розуміння принципів обертання Землі. Вони також призвели до прийняття IAU і IUGG (Міжнародного геодезичного і геофізичного союзу) нових параметрів і моделей для астрономії і геодезії, які є важливими для багатьох застосувань в динаміці простору і динаміці Сонячної системи.